# Morbius (film)
Morbius – amerykański film akcji z 2022 roku na podstawie serii komiksów o postaci o tej samej nazwie wydawnictwa Marvel Comics. Za reżyserię odpowiadał Daniel Espinosa na podstawie scenariusza Matt Sazama i Burk Sharpless. Tytułową rolę zagrał Jared Leto, a obok niego w głównych rolach wystąpili: Matt Smith, Adria Arjona, Jared Harris, Al Madrigal i Tyrese Gibson.
Morbius jest trzecią produkcją należącą do franczyzy Sony’s Spider-Man Universe. Światowa premiera filmu miała miejsce 10 marca 2022 roku w stolicy Meksyku. W Polsce zadebiutował 1 kwietnia tego samego roku.

## Obsada
| Polski dubbing |
| - Mirosław Haniszewski jako Michael Morbius - Wiktor Loga-Skaryczewski jako Milo - Agata Różycka jako Martine Bancroft - Stanisław Biczysko jako Nicholas - Paweł Paprocki jako Alberto Rodriguez - Konrad Darocha jako Simon Stroud |

- Jared Leto jako Michael Morbius, naukowiec cierpiący na rzadką chorobę krwi, w trakcie próby znalezienia lekarstwa na swoją przypadłość staje się wampirem[2].
- Matt Smith jako Milo, były przyjaciel Morbiusa, który cierpi na tę samą chorobę krwi[3].
- Adria Arjona jako Martine Bancroft, narzeczona Morbiusa[4].
- Jared Harris jako Nicholas, mentor Morbiusa i Milo[5][3].
- Al Madrigal jako Alberto Rodriguez, agent FBI, który partneruje Straudowi[6].
- Tyrese Gibson jako Simon Stroud, agent FBI, który ściga Morbiusa[6].

W filmie wystąpili również Michael Keaton jako Adrian Toomes / Vulture oraz Corey Johnson. Keaton powtórzył swoją rolę z filmu Spider-Man: Homecoming należącego do Filmowego Uniwersum Marvela.

## Produkcja

### Rozwój projektu
W maju 2000 roku Artisan Entertainment i Marvel Entertainment ogłosiły współpracę przy produkcji, finansowaniu i dystrybucji kilku filmów na podstawie postaci z komiksów Marvel Comics, między innymi na podstawie postaci Morbiusa. W maju 2017 roku Sony oficjalnie przedstawiło plany na nowe wspólne uniwersum nazwane Sony’s Marvel Universe, w którego skład mają wejść filmy na podstawie postaci z komisów Marvel Comics związanych ze Spider-Manem. Pierwszym z nich był film Venom z 2018 roku. W listopadzie 2017 roku Burk Sharpless i Matt Sazama przedstawili studiu scenariusz potencjalnego filmu o Morbiusie.
W kwietniu 2018 roku Antoine Fuqua był jednym z kandydatów na stanowisko reżysera filmu. Sony spotkało się również z F. Garym Grayem i Danielem Espinosą. Pod koniec czerwca studio potwierdziło zatrudnienie Espinosy na stanowisku reżysera. Poinformowano wtedy również, że Avi Arad, Matt Tolmach i Lucas Foster będą producentami filmu.
W listopadzie tego samego roku studio wyznaczyło datę amerykańskiej premiery na 10 lipca 2020 dla niezatytułowanej produkcji na podstawie komiksów Marvela. W styczniu 2019 roku data została przesunięta na 31 lipca oraz potwierdzono, że jest zarezerwowana dla filmu Morbius. W marcu 2020 roku amerykańską premierę przeniesiono na 19 marca 2021 roku wskutek pandemii COVID-19, a w styczniu 2021 roku ponownie na 8 października i na 28 stycznia 2022. W styczniu 2022 roku zdecydowano się kolejny raz opóźnić premierę filmu, ustalając datę na 1 kwietnia.

### Casting
W czerwcu 2018 roku potwierdzono, że Jared Leto zagra tytułową rolę. W grudniu Adria Arjona rozpoczęła negocjacje odnośnie do udziału w filmie w roli Martine Bancroft. W styczniu 2019 roku potwierdzono jej udział w filmie oraz Matt Smith dołączył do obsady. W lutym tego samego roku Jared Harris i Tyrese Gibson otrzymali angaż w filmie. W kwietniu poinformowano, że Gibson zagra Simona Strouda i Al Madrigal został obsadzony w roli jego partnera FBI, Alberta Rodrigueza.
W styczniu 2020 roku Michael Keaton jako Adrian Toomes / Vulture pojawił się w pierwszym zwiastunie filmu. Aktor zagrał wcześniej tę rolę w filmie Spider-Man: Homecoming należącego do Filmowego Uniwersum Marvela. W sierpniu 2021 roku potwierdzono, że zagrał on ponownie tę postać w filmie.

### Zdjęcia i postprodukcja
Zdjęcia do filmu rozpoczęły się w lutym 2019 roku w Londynie pod roboczym tytułem Plasma. Za zdjęcia odpowiadał Oliver Wood. W marcu kręcono w Manchesterze, który odgrywał ulice Nowego Jorku. Zdjęcia do produkcji trwały około dwunastu tygodni i zakończyły się w czerwcu 2019 roku. Stefania Cella pracowała nad scenografią.
Pracę nad efektami specjalnymi nadzorowali Keith Dawson i Victoria Keeling, a zajęły się nimi studia Digital Domain i Nvizage.

## Muzyka
W październiku 2019 roku poinformowano, że Jon Ekstrand został zatrudniony do skomponowana muzyki do filmu.

## Wydanie
Światowa premiera Morbiusa miała miejsce 10 marca 2022 roku w stolicy Meksyku. W Stanach Zjednoczonych i w Polsce film zadebiutował 1 kwietnia. Wskutek pandemii COVID-19 zdecydowano się kilkukrotnie przesunąć jego premierę. Początkowo miała się odbyć 31 lipca 2020, później 19 marca, 8 października 2021 i 28 stycznia 2022 roku.

## Odbiór

### Krytyka w mediach
Film spotkał się z negatywną reakcją krytyków. W serwisie Rotten Tomatoes 15% ze 283 recenzji uznano za pozytywne, a średnia ocen wystawionych na ich podstawie wyniosła 3,8/10. Na portalu Metacritic średnia ważona ocen z 55 recenzji wyniosła 35 punktów na 100.